# Lockwood (comté de Monterey, Californie)
Pour les articles homonymes, voir Lockwood.
Lockwood est une census-designated place du comté de Monterey, dans l'État de Californie, aux États-Unis,. En 2020, elle compte une population de 368 habitants.